# Škaljari
Škaljari (en serbe cyrillique : Шкаљари) est un village du sud du Monténégro, dans la municipalité de Kotor.

## Démographie

### Évolution historique de la population
| 1948  | 1953  | 1961  | 1971  | 1981  | 1991  | 2003  |
| ----- | ----- | ----- | ----- | ----- | ----- | ----- |
| 2 618 | 2 858 | 3 570 | 4 311 | 4 005 | 4 168 | 4 002 |